# 国見岳 (福井県)
国見岳（くにみだけ）は、福井県福井市の西部にある山である。標高656.1 m。丹生山地に属している。

## 概要
福井市の海岸部と平野部を隔てる形でそびえており、海岸部から市内中心部へつながる長大トンネルがないため、細く曲がりくねった山道を往来する必要があり、交通が不便である。

## その他
- 山頂は1959年の丹生郡国見村の編入合併より2006年の足羽郡美山町他2町村の編入合併まで、福井市の最高地点となっていた。
- 頂上付近に国見岳森林公園が整備されていた。
  - 2022年3月末で廃止[1]。
- 頂上付近には福井県（県営電気事業全体の譲渡が行われ、2010年に北陸電力の施設となる）の国見岳風力発電所があり、出力900 kWの風力発電用風車が2基設置されていた。
  - 2013年12月1日の午前9時ごろ、風力発電所の2号機に落雷があり、火災が発生し、2号機の1枚当たり重さ4.2トンのプロペラ3枚が焼け落ちた。[2]けが人や周囲への延焼は無かった。[3]。
  - 2014年4月に2号機を修理することなく両風車とも撤去された[4]。
  - 2020年代に山稜での風力発電計画が再興され、2025年時点で進行中となっているのはヴィーナ・エナジー（シンガポール）系の日本風力エネルギーが出資する二枚田風力合同会社の二枚田風力発電所（12基合計5万 kW、建設中）、トヨタグループのユーラスエナジー[5]出資による福井くにみ風力合同会社（事業所名未定、9基合計3.36万 kW、環境影響評価段階）のもの。
- 国見岳森林公園に至るには二枚田幹線林道が唯一あるが、冬季は閉鎖される。
- 中腹には五太子の滝がある。
- 五太子の滝近くの廃校跡にはパナウェーブ研究所がアジトを構えていた。

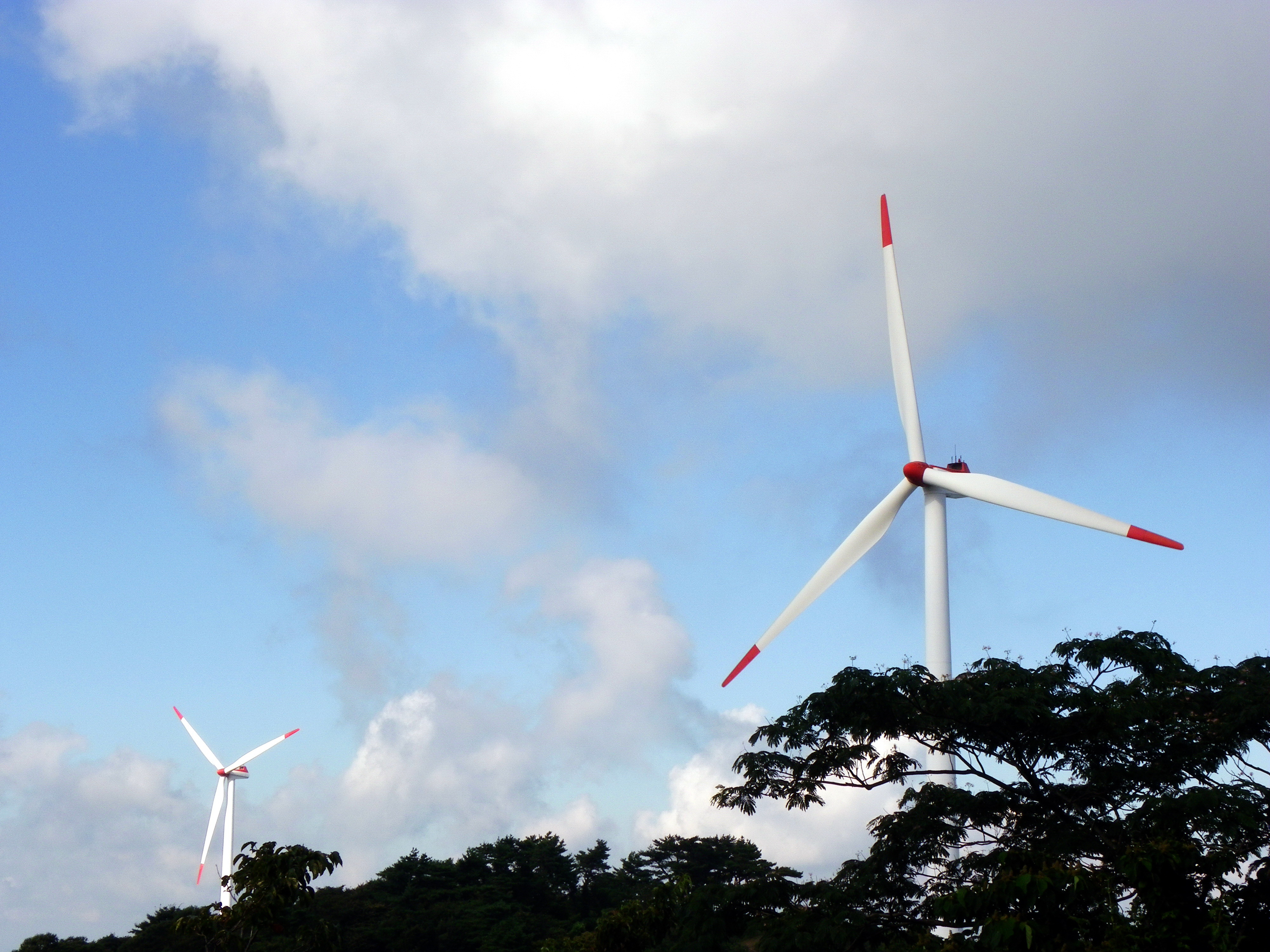
かつてあった国見岳風力発電所 1号機（手前）と2号機